# Campeonato Paranaense de Futebol de 2011 - Segunda Divisão
O Campeonato Paranaense de Futebol da Segunda Divisão de 2011 ou Série Prata de 2011 foi a 41° edição desta competição, organizada pela Federação Paranaense de Futebol.

## Regulamento[1]
Na primeira fase as equipes se enfrentam em turno e returno. Os vencedores do 1º e do 2º turno classificam-se para a segunda fase, a qual iniciarão com um ponto extra. Também se classificarão para a segunda fase as duas melhores equipes pelo índice técnico que não tenham vencido qualquer turno.
Na segunda fase as equipes disputaram jogos em confronto direto, com o vencedores obtendo vaga para a Primeira Divisão de 2012 e para a final do campeonato.
A final será disputada em 3 jogos.

## Participantes em2011
| Equipe                                  | Cidade               | Região                           | No ano anterior                                                             | Estádio                                   | Capacidade | Títulos        | Participações |
| --------------------------------------- | -------------------- | -------------------------------- | --------------------------------------------------------------------------- | ----------------------------------------- | ---------- | -------------- | ------------- |
| Sport Club Campo Mourão                 | Campo Mourão         | Microrregião de Campo Mourão     | Lugar                                                                       | Estádio Municipal Roberto Brzezinski      | 3.948      | 0 (não possui) | 5             |
| Sport Clube São José                    | São José dos Pinhais | Região Metropolitana de Curitiba | Lugar                                                                       | Estádio do Pinhão                         | 6.000      | 0 (não possui) | 3             |
| Associação Portuguesa Londrinense       | Londrina             | Microrregião de Londrina         | Lugar                                                                       | Estádio Uady Chaiben                      | --         | 1 (2006)       | 8             |
| Foz do Iguaçu Futebol Clube             | Foz do Iguaçu        | Microrregião de Foz do Iguaçu    | Lugar                                                                       | Estádio do ABC                            | 12.565     | 0 (não possui) | 8             |
| Futebol Clube Cascavel                  | Cascavel             | Microrregião de Cascavel         | Lugar                                                                       | Estádio Olímpico Regional Arnaldo Busatto | 28.125     | 0 (não possui) | 2             |
| Londrina Esporte Clube                  | Londrina             | Microrregião de Londrina         | Lugar                                                                       | Estádio do Café                           | 36.000     | 2 (1997, 1999) | 4             |
| Serrano Centro-Sul Esporte Clube        | Prudentópolis        | Microrregião de Prudentópolis    | Rebaixado do Campeonato Paranaense de Futebol de 2010                       | Estádio Newton Agibert                    | 6.500      | 1 (2009)       | 2             |
| Maringá Futebol Clube                   | Maringá              | Microrregião de Maringá          | Campeão do Campeonato Paranaense de Futebol de 2010 - Terceira Divisão      | Estádio Willie Davids                     | 21.600     | 0 (não possui) | 1             |
| Nacional Atlético Clube Sociedade Civil | Rolândia             | Microrregião de Londrina         | Rebaixado do Campeonato Paranaense de Futebol de 2010                       | Estádio Erich George                      | 1.818      | 1 (2003)       | 18            |
| Toledo Colônia Work                     | Toledo               | Microrregião de Toledo           | Rebaixado do Campeonato Paranaense de Futebol de 2010                       | Estádio 14 de Dezembro                    | 15.280     | 1 (2007)       | 3             |
| Agex/Iguaçu                             | União da Vitória     | Microrregião de União da Vitória | Vice Campeão do Campeonato Paranaense de Futebol de 2010 - Terceira Divisão | Estádio Municipal Antiocho Pereira        | 12.000     | 0 (não possui) | 1             |

As equipes do Engenheiro Beltrão e Portuguesa Londrinense, que tinham direito a participar da competição, a primeira como rebaixada da Série Ouro 2010 e a segunda como remanescente da Série Prata 2010, não disputarão o campeonato. O Engenheiro Beltrão teve sua inscrição indeferida por possuir dívidas com a Federação Paranaense de Futebol, enquanto que a Portuguesa Londrinense desistiu de participar.

## Primeiro Turno
| Classificação | Classificação | Classificação | Classificação | Classificação | Classificação | Classificação | Classificação | Classificação | Classificação | Classificação | Classificação | Classificação |
| Pos           | Times         | Pts           | J             | V             | E             | D             | GP            | GC            | SG            | %             | M             |               |
| ------------- | ------------- | ------------- | ------------- | ------------- | ------------- | ------------- | ------------- | ------------- | ------------- | ------------- | ------------- | ------------- |
| 1             | Londrina      | 20            | 9             | 6             | 2             | 1             | 19            | 6             | 13            | 74%           | Estável       |               |
| 2             | Toledo        | 18            | 9             | 5             | 3             | 1             | 14            | 7             | 7             | 66,6%         | 2             |               |
| 3             | Serrano       | 17            | 9             | 5             | 2             | 2             | 19            | 11            | 8             | 62,9%         | 1             |               |
| 4             | Nacional      | 16            | 9             | 5             | 1             | 3             | 8             | 9             | -1            | 59,2%         | 1             |               |
| 5             | Maringá       | 14            | 9             | 3             | 5             | 1             | 17            | 13            | 4             | 51,8%         | Estável       |               |
| 6             | Iguaçu Agex   | 13            | 9             | 4             | 1             | 4             | 15            | 17            | -2            | 48,1%         | 1             |               |
| 7             | Foz do Iguaçu | 11            | 9             | 3             | 2             | 4             | 11            | 13            | -2            | 40,7%         | 1             |               |
| 8             | FC Cascavel   | 7             | 9             | 2             | 1             | 6             | 6             | 11            | -5            | 25,9%         | 1             |               |
| 9             | Campo Mourão  | 5             | 9             | 0             | 5             | 4             | 10            | 17            | -7            | 18,5%         | 1             |               |
| 10            | São José      | 2             | 9             | 0             | 2             | 7             | 6             | 21            | -15           | 7,4%          | Estável       |               |

|  |                                |
|  | Classificado para a semifinal. |

### Confrontos
Para ler a tabela, a linha horizontal representa os jogos da equipe como mandante. A coluna vertical indica os jogos da equipe como visitante.
Resultados estão em verde.
|               | CMO | CAS | FOZ | MAR | IGU | LON | NAC | SJO | SER | TOL |
| ------------- | --- | --- | --- | --- | --- | --- | --- | --- | --- | --- |
| Campo Mourão  | —   | *   | *   | 1x1 | 2x2 | 0x3 | 1x2 | *   | 1x1 | *   |
| FC Cascavel   | 2x0 | —   | *   | 0x0 | 0x2 | 0x1 | *   | *   | 0x2 | *   |
| Foz do Iguaçu | 3x2 | 2x1 | —   | *   | *   | *   | *   | *   | 2x3 | 0x2 |
| Maringá       | *   | *   | 1x1 | —   | 4x2 | 3x2 | *   | *   | *   | 1x1 |
| Iguaçu Agex   | *   | *   | 1x0 | *   | —   | *   | 0x1 | 4x1 | *   | 1x2 |
| Londrina      | *   | *   | 1x1 | *   | 5x0 | —   | 2x1 | 3x0 | *   | *   |
| Nacional      | *   | 1x0 | 2x1 | 0x3 | *   | *   | —   | 1x0 | *   | 0x0 |
| São José      | 1x1 | 1x2 | 0x1 | 3x3 | *   | *   | *   | —   | *   | 0x2 |
| Serrano       | *   | *   | *   | 3x1 | 2x3 | 1x1 | 2x0 | 4x0 | —   | *   |
| Toledo        | 2x2 | 2x1 | *   | *   | *   | 0x1 | *   | *   | 3x1 | —   |

### Desempenho por rodada
Clubes que lideraram o primeiro turno ao final de cada rodada:
| 1   | 2   | 3   | 4   | 5   | 6   | 7   | 8   | 9   |
| LON | NAC | LON | LON | LON | LON | LON | LON | LON |

Clubes que ficaram na última posição do primeiro turno ao final de cada rodada:
| 1   | 2   | 3   | 4   | 5   | 6   | 7   | 8   | 9   |
| SJO | SJO | IGU | SJO | SJO | SJO | CAS | SJO | SJO |

## Segundo Turno
| Classificação | Classificação    | Classificação | Classificação | Classificação | Classificação | Classificação | Classificação | Classificação | Classificação | Classificação | Classificação | Classificação |
| Pos           | Times            | Pts           | J             | V             | E             | D             | GP            | GC            | SG            | %             | M             |               |
| ------------- | ---------------- | ------------- | ------------- | ------------- | ------------- | ------------- | ------------- | ------------- | ------------- | ------------- | ------------- | ------------- |
| 1             | Toledo           | 23            | 9             | 7             | 2             | 0             | 13            | 2             | 11            | 85,1%         | Estável       |               |
| 2             | Londrina         | 21            | 9             | 6             | 3             | 0             | 27            | 9             | 18            | 77,7%         | Estável       |               |
| 3             | Maringá          | 17            | 9             | 5             | 2             | 2             | 18            | 12            | 6             | 62,9%         | 1             |               |
| 4             | Foz do Iguaçu[a] | 14            | 9             | 6             | 2             | 1             | 13            | 8             | 5             | 74%           | 1             |               |
| 5             | Nacional         | 12            | 9             | 3             | 3             | 3             | 10            | 9             | 1             | 44,4%         | Estável       |               |
| 6             | Serrano          | 10            | 9             | 2             | 4             | 3             | 12            | 15            | -3            | 37%           | Estável       |               |
| 7             | FC Cascavel      | 10            | 9             | 2             | 4             | 3             | 10            | 10            | 0             | 37%           | 1             |               |
| 8             | Campo Mourão     | 7             | 9             | 2             | 1             | 6             | 12            | 19            | -7            | 25,9%         | 1             |               |
| 9             | Iguaçu Agex      | 4             | 9             | 1             | 1             | 7             | 5             | 21            | -16           | 14,8%         | Estável       |               |
| 10            | São José[b]      | 0             | 9             | 0             | 0             | 9             | 1             | 16            | -15           | 0%            | Estável       |               |

- a ^ O Foz do Iguaçu foi punido pelo Tribunal de Justiça Desportiva (TJD-PR) com a perda de 6 (seis) pontos em função da escalação irregular do jogador Alisson, que entrou em campo na partida contra o Campo Mourão quando teria que cumprir suspensão pelo terceiro cartão amarelo.[2]

- b ^ O São José desistiu de continuar a disputa do Campeonato e com isso os seus jogos a partir da 2ª rodada foram considerados vencidos por seus adversários pelo placar de 1x0.[3]

|  |                                                                        |
|  | Zona de classificação para a semifinal como vencedor do Segundo Turno. |

### Confrontos
Para ler a tabela, a linha horizontal representa os jogos da equipe como mandante. A coluna vertical indica os jogos da equipe como visitante.
Resultados estão em verde.
|               | CMO | CAS | FOZ | MAR | IGU | LON | NAC | SJO | SER | TOL |
| ------------- | --- | --- | --- | --- | --- | --- | --- | --- | --- | --- |
| Campo Mourão  | —   | 2x4 | 0x1 | *   | *   | *   | *   | 1x0 | *   | 0x1 |
| FC Cascavel   | *   | —   | 1x2 | *   | *   | *   | 0x0 | 1x0 | *   | 0x1 |
| Foz do Iguaçu | *   | *   | —   | 1x1 | 3x0 | 3x3 | 1x0 | 1x0 | *   | *   |
| Maringá       | 4x1 | 2x1 | *   | —   | *   | *   | 2x2 | 1x0 | 4x1 | *   |
| Iguaçu Agex   | 2x4 | 1x1 | *   | 0x3 | —   | 0x5 | *   | *   | 0x3 | *   |
| Londrina      | 1x0 | 2x2 | *   | 2x1 | *   | —   | *   | *   | 4x1 | 1x1 |
| Nacional      | 3x1 | *   | *   | *   | 1x0 | 0x1 | —   | *   | 3x3 | *   |
| São José      | *   | *   | *   | *   | 0x1 | 1x8 | 0x1 | —   | 0x1 | *   |
| Serrano       | 3x3 | 0x0 | 0x1 | *   | *   | *   | *   | *   | —   | 0x0 |
| Toledo        | *   | *   | 3x0 | 3x1 | 2x0 | *   | 1x0 | 1x0 | *   | —   |

### Desempenho por rodada
Clubes que lideraram o segundo turno ao final de cada rodada:
| 1   | 2   | 3   | 4   | 5   | 6   | 7   | 8   | 9   |
| LON | LON | LON | LON | LON | LON | TOL | TOL | TOL |

Clubes que ficaram na última posição do segundo turno ao final de cada rodada:
| 1   | 2 | 3 | 4 | 5 | 6 | 7 | 8 | 9 |
| SJO |   |   |   |   |   |   |   |   |

## Classificação Geral
| Classificação | Classificação | Classificação | Classificação | Classificação | Classificação | Classificação | Classificação | Classificação | Classificação | Classificação | Classificação | Classificação |
| Pos           | Times         | Pts           | J             | V             | E             | D             | GP            | GC            | SG            | %             | M             |               |
| ------------- | ------------- | ------------- | ------------- | ------------- | ------------- | ------------- | ------------- | ------------- | ------------- | ------------- | ------------- | ------------- |
| 1             | Londrina      | 41            | 18            | 12            | 5             | 1             | 43            | 15            | 34            | 75,9%         | Estável       |               |
| 2             | Toledo        | 41            | 18            | 12            | 5             | 1             | 27            | 9             | 18            | 75,9%         | Estável       |               |
| 3             | Maringá       | 31            | 18            | 8             | 7             | 3             | 35            | 25            | 10            | 57,4%         | 1             |               |
| 4             | Nacional      | 28            | 18            | 8             | 4             | 6             | 18            | 18            | 0             | 51,8%         | 1             |               |
| 5             | Serrano       | 27            | 18            | 7             | 6             | 5             | 31            | 26            | 5             | 50%           | 1             |               |
| 6             | Foz do Iguaçu | 25            | 18            | 9             | 4             | 5             | 24            | 21            | 3             | 57,4%         | 3             |               |
| 7             | Iguaçu Agex   | 17            | 18            | 5             | 2             | 11            | 20            | 38            | -18           | 31,4%         | Estável       |               |
| 8             | FC Cascavel   | 17            | 18            | 4             | 5             | 9             | 16            | 21            | -5            | 31,4%         | Estável       |               |
| 9             | Campo Mourão  | 12            | 18            | 2             | 6             | 10            | 22            | 36            | -14           | 22,2%         | Estável       |               |
| 10            | São José      | 2             | 18            | 0             | 2             | 16            | 7             | 37            | -30           | 3,7%          | Estável       |               |

|  |                                                             |
|  | Classificado para a semifinal.                              |
|  | Zona de classificação para a semifinal pelo índice técnico. |
|  | Zona de rebaixamento a Terceira Divisão de 2012.            |

## Fase final
|  | Semifinais | Semifinais | Semifinais | Semifinais |   |  | Finais   | Finais | Finais | Finais |
|  |            |            |            |            |   |  |          |        |        |        |
|  | 1          | Londrina   | 1          |            |   |  |          |        |        |        |
|  | 4          | Nacional   | 0          |            |   |  |          |        |        |        |
|  |            |            |            |            |   |  | Londrina | 1      | 1      |        |
|  |            |            | Toledo     | 0          | 0 |  |          |        |        |        |
|  | 2          | Toledo     | 1          | 2          |   |  |          |        |        |        |
|  | 3          | Maringá    | 2          | 0          |   |  |          |        |        |        |

### Semifinais
Primeiro jogo
| 14 de agosto | Nacional | 0 - 1 | Londrina   | Erich George, Rolândia                        |
| 15:30        |          |       | 32' Silvio | Público: 1,199 Árbitro: Leandro Júnior Hermes |

| 14 de agosto | Maringá                    | 2 - 1 | Toledo     | Willie Davids, Maringá                            |
| 15:30        | Souza 42' · Moscatelli 77' |       | Irineu 89' | Público: 3,812 Árbitro: Everaldo Lambert dos Reis |

Segundo jogo
| 21 de agosto | Toledo                     | 2 - 0 | Maringá | 14 de Dezembro, Toledo                    |
| 15:30        | Irineu 29' · Negreiros 68' |       |         | Público: 2,805 Árbitro: Adriano Milczvski |

### Final
Primeiro jogo
| 24 de agosto | Toledo | 0 - 1 | Londrina  | 14 de Dezembro, Toledo                |
| 20:15        |        |       | 9' Ayrton | Público: 1,685 Árbitro: Fabio Filipus |

Segundo jogo
| 28 de agosto | Londrina    | 1 - 0 | Toledo | Do Café, Londrina                                  |
| 15:30        | Warrley 12' |       |        | Público: 7,787 Árbitro: Nilo Neves de Souza Junior |

## Campeão
| Campeão Paranaense de Futebol - Segunda Divisão de 2011 |
| ------------------------------------------------------- |
| Londrina 3° Título                                      |